# Praia do Quilombo
A Praia do Quilombo é uma praia brasileira localizada no município de Penha, no litoral norte do estado de Santa Catarina. O nome Quilombo deriva do fato de que escravos eram despejados no mar por motivos de doenças ou incapacidade física de suas obrigações por seus senhores em seus navios baleeiros ou até mesmo fugas, e quem conseguisse alcançar a costa e sobrevivesse, ali se instalava montando assim uma comunidade quilombola.
A geologia da praia possui areia espessa e rochas que formam canais submarinos ao longo da costa, canais que naturalmente ajudam na formação de perfeitas ondas sendo a praia muito procurada pelos amantes do surfe.
Outra característica da Praia do Quilombo são suas águas cristalinas  e quentes que variam os tons de azul turquesa ou verde esmeralda nos dias de intenso verão, atraindo seres marinhos que migram pela costa brasileira fugindo das águas frias do ártico como Baleias, pinguins e até leões marinhos já foram vistos passando pelo lugar. A praia também é um excelente lugar para os amantes de observação de fauna e flora terrestre e marinha. Centenas de tartarugas são vistas alimentando-se das algas marinhas ricas em nutrientes nos locais mais calmos. Atualmente a atmosfera paradisíaca do lugar tem atraído o mercado da construção civil que visa o lugar como um refúgio de paz e descanso.  